# Kento Hašimoto
Kento Hašimoto (japonsky 橋本 拳人, * 16. srpna 1993) je japonský fotbalista.

## Klubová kariéra
S kariérou začal v japonském klubu FC Tokyo.

## Reprezentační kariéra
Jeho debut za A-mužstvo Japonska proběhl v zápase proti Bolívii 26. března 2019. Hašimoto odehrál za japonský národní tým celkem 7 reprezentačních utkání.

## Statistiky
| Japonsko | Japonsko | Japonsko |
| Roky     | Záp.     | Góly     |
| -------- | -------- | -------- |
| 2019     | 7        | 0        |
| Celkem   | 7        | 0        |